# Appiaria
Appiaria (łac. Dioecesis Appiarensis) – stolica historycznej diecezji w Mezji Inferiore istniejącej w czasach rzymskich.
Współcześnie ruiny rzymskiego miasta Appiaria znajdują się w pobliżu miejscowości Orjachowo w Bułgarii. Obecnie katolickie biskupstwo tytularne. 

## Biskupi tytularni
| Lp. | Biskup                | Funkcja                                                        | Od                   | Do                |
| --- | --------------------- | -------------------------------------------------------------- | -------------------- | ----------------- |
| 1   | Bonifatius Sauer      | wikariusz apostolski Wonsan (Korea)                            | 25 sierpnia 1920     | 7 lutego 1950     |
| 2   | Joseph Lennox Federal | biskup pomocniczy Salt Lake City (USA)                         | 5 lutego 1951        | 31 marca 1960     |
| 3   | Thomas Austin Murphy  | biskup pomocniczy Baltimore (USA)                              | 19 maja 1962         | 17 listopada 1991 |
| 4   | Vasile Bizău          | biskup kurialny archieparchii Fogaraszu i Alba Iulia (Rumunia) | 27 października 2007 | 11 czerwca 2011   |
| 5   | Ernesto Giobando      | biskup pomocniczy Buenos Aires (Argentyna)                     | 5 marca 2014         | 12 grudnia 2024   |
| 6   | Anthony Percy         | biskup pomocniczy Sydney (Australia)                           | 11 lutego 2025       |                   |